# Jaume Pujol Balcells
Jaume Pujol Balcells (Guissona, 8 de fevereiro de 1944) é um clérigo católico espanhol, arcebispo emérito de Tarragona.

## Biografia
Concluiu os estudos primários nas escolas das Irmãs Dominicanas da Anunciata e dos Irmãos Maristas em Guissona. Em Roma, cursou os estudos eclesiásticos no Colégio Romano da Santa Cruz (1962-1973) e o doutorado em Ciências da Educação pelo Instituto Internacional de Ciências da Educação da Universidade de Navarra, Roma, em 1967. Em 1976, obteve o doutorado em Teologia na mesma universidade.
Foi ordenado sacerdote em 5 de agosto de 1973 pelo Cardeal Vicente Enrique y Tarancón e incardinado na prelazia do Opus Dei. Em Roma, foi professor do Instituto Internacional de Ciências Religiosas (1967-1973) e membro da Equipe de Professores do Instituto de Cooperação Universitária (1970-1973); depois, na Universidade de Navarra em Pamplona, professor colaborador do Instituto de Ciências da Educação, professor de Teologia e diretor do Departamento de Pastoral e Catequese (1976-2004), professor de Teologia na Faculdade de Filosofia e Letras (1976-1984), diretor de Estudos da Faculdade de Teologia (1984-1989) e diretor do Instituto de Ciências da Religião (1997-2004). Foi também diretor do Colégio Maior João Paulo II para sacerdotes estudantes da Universidade de Navarra (1987-1993) e diretor da revista Cauces de Intercomunicación para professores de religião (1995-2000).
Em 15 de junho de 2004, o Papa João Paulo II o nomeou Arcebispo da Arquidiocese de Tarragona. Foi ordenado em 19 de setembro, na Catedral de Tarragona, pelo então Núncio Apostólico na Espanha, Dom Manuel Monteiro de Castro. Os co-consagradores foram Lluís Martínez Sistach, Arcebispo de Barcelona, e Javier Echevarría, prelado da Opus Dei.
Enquanto arcebispo metropolitano, também exerceu a presidência da Conferência Episcopal Tarraconense, que inclui os bispos da província eclesiástica de Tarragona e da província eclesiástica de Barcelona. Em 29 de junho de 2005 recebeu o pálio metropolitano do Papa Bento XVI.
Em 4 de maio de 2019, o Papa aceitou sua renúncia ao cargo, apresentada com base em sua idade. Até a posse de seu sucessor, Joan Planellas i Barnosell, foi Administrador apostólico da Arquidiocese.